# Syrianarpia kasyi
Syrianarpia kasyi là một loài bướm đêm trong họ Crambidae.